# EA Sports F1 Series
EA Sports F1-serien består av sex racing simuleringsspel baserat på Formula 1 motorsport. Spelen släpptes årligen mellan 2000 och 2003, slutade sälja, fortsatte sedan 2006. De utvecklades av Image Space Incorporated (PC) och Visual Science (konsol Versions).